# Tracy Caulkins
Tracy Ann Caulkins (Winona, Minnesota, 11. siječnja 1963.) je bivša američka plivačica.
Trostruka je olimpijska pobjednica i peterostruka svjetska prvakinja u plivanju, a 1990. godine primljena je u Kuću slavnih vodenih sportova.